# محمد إعجاز الحق

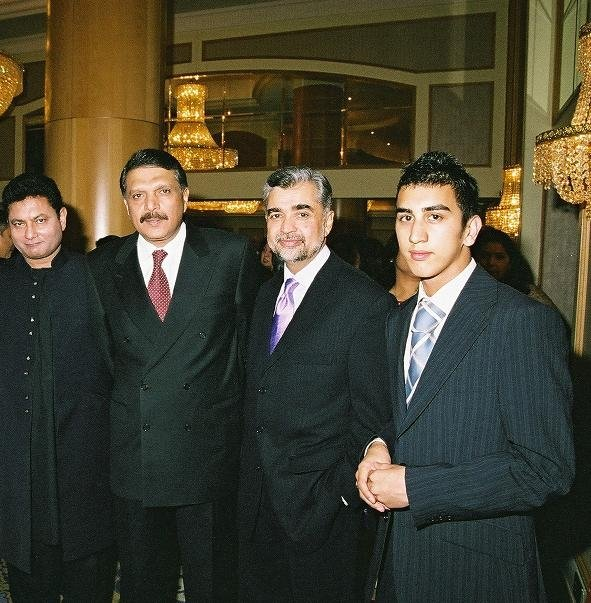
صورة عمر إمتياز مع بي جي مير وإعجاز الحق ونسيم أشرف - عشاء في صندوق التنمية البشرية الباكستاني.

محمد إعجاز الحق (بالأردية: محمد اعجاز الحق)؛ (20 فبراير 1952 - ) هو سياسي باكستاني وزعيم الرابطة الإسلامية الباكستانية (ض). شغل منصب وزير الشؤون الدينية والأقليات في حكومة برويز مشرف من عام 2004 إلى عام 2007، بعد أن شغل منصب وزير العمل والقوى العاملة والباكستانيين في الخارج في حكومة نواز شريف من عام 1990 إلى عام 1993.
عمل إعجاز كمصرفي قبل دخوله في السياسة عام 1988، ووالده هو الجنرال ضياء الحق، سادس رؤساء باكستان، كان عضوًا في الجمعية الوطنية الباكستانية بين عامي 1990 ومايو 2018.